# 1920 – Die letzte Schlacht
1920 – Die letzte Schlacht (Originaltitel: 1920 Bitwa warszawska) ist ein polnischer Kriegsfilm des Regisseurs Jerzy Hoffman aus dem Jahr 2011.

## Handlung
1920. Nach der Wiedererlangung der Unabhängigkeit versucht Polen, die Lage an der Grenze zu stabilisieren. Marschall Józef Piłsudski will im Osten Föderationen unabhängiger Staaten schaffen. Polnische Behörden kündigen Mobilmachung an. Jan Krynicki, ein junger Dichter mit linken Ansichten, kehrt zur Armee zurück. Am Tag seiner Abreise in den Krieg heiratet er Ola, eine Schauspielerin aus dem Revuetheater. Bald gelingt es den Polen, Kiew zu erobern. Kurz darauf wird der in der Ukraine stationierte Jan der bolschewistischen Hetze beschuldigt und zum Tode verurteilt. Durch einen Angriff der Bolschewiki, die ihn gefangen nehmen, wird er unerwartet vor der Erschießung bewahrt. Nach Gesprächen mit Kommissar Bykowski erkennt Jan endlich die wahren Absichten der Roten Revolution. In Warschau wird Ola unterdessen von Kapitän Kostrzewa gestört. Sie beschließt, sich der Armee anzuschließen, um bei der Verteidigung der Hauptstadt gegen die ständig nach Westen vordringenden Bolschewiki zu helfen.

## Produktion und Veröffentlichung
Der Film wurde von Jerzy R. Michaluk produziert. Er ist Jerzy Hoffmans letzter Film nach Die Wikinger – Angriff der Nordmänner (2003), den er nach einer Pause von elf Jahren realisiert hat. Das Drehbuch schrieb der Regisseur unter Mitarbeit des polnischen Schriftstellers und Drehbuchautors Jarosław Sokół. Die Dreharbeiten fanden in Polen vom 29. Juni 2010 bis zum 30. September 2010 statt. Kameramann war der vielfach ausgezeichnete und Oscar-nominierte Slawomir Idziak.
Die Rolle von Charles de Gaulle spielt Wiktor Zborowski, und General Maxime Weygand wird von Wojciech Pszoniak verkörpert.
Der Film kam am 26. September 2011 heraus. In Deutschland erschien der Film am 30. September 2011.

## Rezeption
„Unter beachtlichem Materialaufwand realisiertes Kriegsepos, das mit den üblichen melodramatischen Versatzstücken die (Vaterlands-)Liebe im Zeichen der Okkupation beschwört. Der erste 3D-Film aus polnischer Produktion.“